# Lepidostoma ratanapruksi
Lepidostoma ratanapruksi är en nattsländeart som beskrevs av Malicky och Chantaramongkol 1994. Lepidostoma ratanapruksi ingår i släktet Lepidostoma och familjen kantrörsnattsländor. Inga underarter finns listade i Catalogue of Life.